# SN 2011ea
SN 2011ea – supernowa typu Ia odkryta 1 lipca 2011 roku w galaktyce A122736+0409. W momencie odkrycia miała maksymalną jasność 19,20m.